# Westdeutsche Länder

Bundesrepublik Deutschland (blau; 1963, mit Saarland und Selfkant), DDR (rot) und Groß-Berlin (gelb)

Die westdeutschen Länder (häufig auch alte Bundesländer bzw. früheres Bundesgebiet) der Bundesrepublik Deutschland sind das Gegenstück zu den sogenannten ostdeutschen Ländern. Letztere sind mit der Wiedervereinigung am 3. Oktober 1990 der Bundesrepublik beigetreten. In der Deutschen Nationalbibliothek firmieren die alten Länder als westliche Bundesländer oder vereinzelt (für die prä-bundesrepublikanische Zeit) als westliche Länder.

## Die (sogenannten) alten Länder
Die Länder wurden ursprünglich in der Präambel des Grundgesetzes vom 23. Mai 1949 genannt. Es handelt sich um die zehn deutschen Länder
- Baden-Württemberg (am 25. April 1952 fusioniert aus Baden, Württemberg-Baden und Württemberg-Hohenzollern),
- Bayern,
- Bremen,
- Hamburg,
- Hessen,
- Niedersachsen,
- Nordrhein-Westfalen,
- Rheinland-Pfalz,
- Saarland (Beitritt am 1. Januar 1957),
- Schleswig-Holstein.

Als Synonym wird häufig der Begriff Westdeutschland verwendet, der jedoch weitere Interpretationen zulässt.
Die Bezeichnung „alte Bundesländer“ kam im Zuge der deutschen Wiedervereinigung auf. Um den im Einigungsvertrag verwendeten juristischen Begriff des Beitrittsgebietes zu umgehen, wurden die Begriffe neue Länder für die beitretenden Länder und alte Bundesländer für die auf dem bis dahin bestehenden Gebiet der Bundesrepublik liegenden deutschen Länder eingeführt. Historisch ist dies nicht exakt. So existierten zum Beispiel die Freistaaten Sachsen und Thüringen bereits zur Zeit der Weimarer Republik. Zudem wurde Sachsen als Land 1945 nach dem Zweiten Weltkrieg gebildet – also früher als einige der nunmehr so bezeichneten „alten Bundesländer“ – allerdings zunächst nur als durch die sowjetische Besatzungsmacht geschaffene Verwaltungseinheit. Gleichwohl hält sich der Begriff noch immer im Sprachgebrauch.

## Berlin
Ob West-Berlin als Berlin (West) zu den alten Ländern gezählt wird, hängt vom jeweiligen Kontext ab, da es zwar gesellschaftlich sehr eng mit der damaligen Bundesrepublik Deutschland verbunden, aber aufgrund des Viermächte-Abkommens sein Status hinsichtlich der Zugehörigkeit zur Bundesrepublik umstritten war.
Selbstbezeichnungen West-Berlins – teils auch euphemistisch – waren „Insel im roten Meer“ und „Schaufenster der freien Welt“ oder „Schaufenster des Westens“.